# Sankta Klaras orden

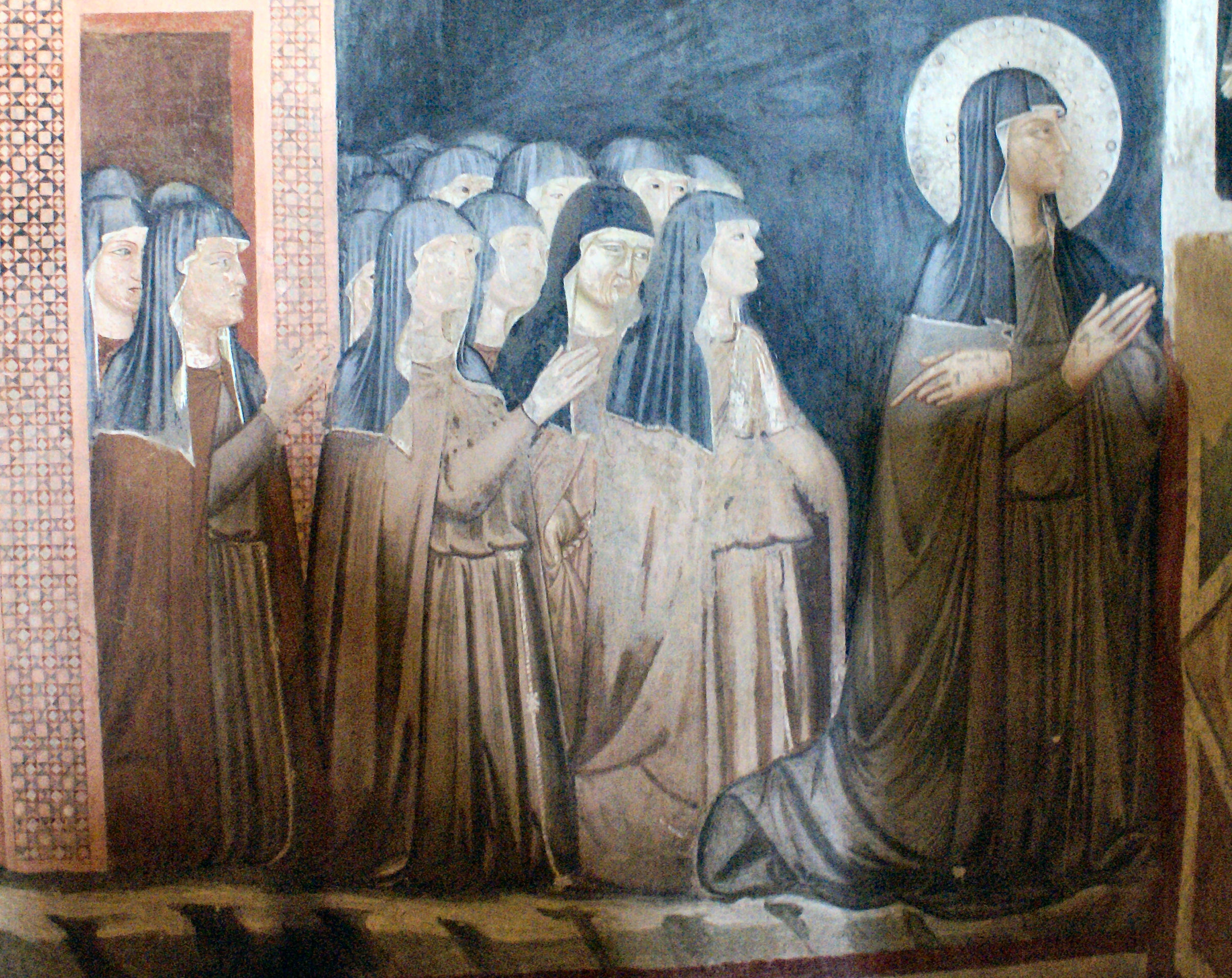
Fresk av Sankta Klara och systrar ur hennes orden i kyrkan San Damiano i Assisi.

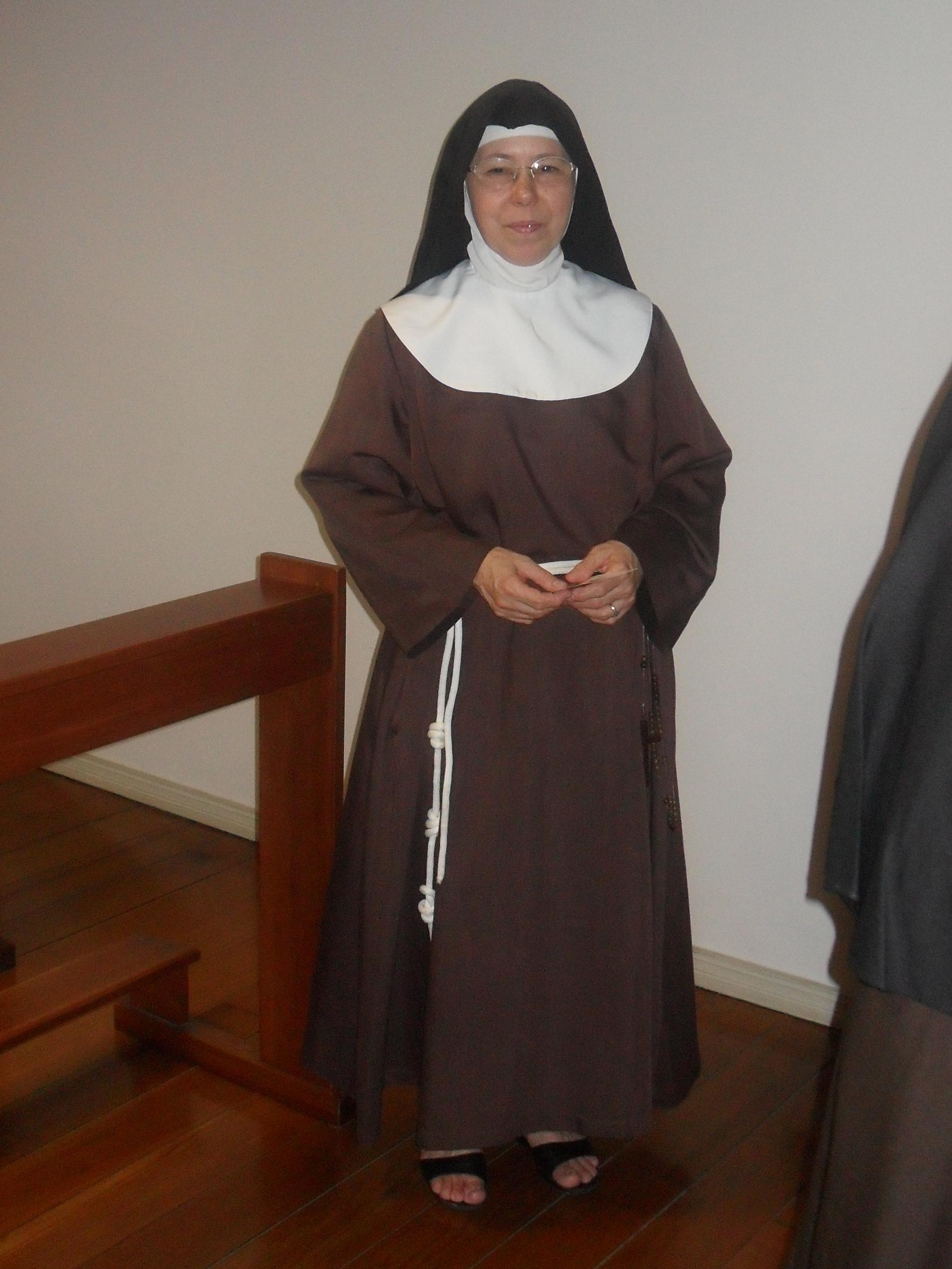
Klarissa

Sankta Klaras orden, eller klarissornas orden, är en mendikantorden, som utgör Franciskanerordens andra orden, grundad av Klara av Assisi 1212. Ordens medlemmar har kallats klarissor, klarissinnor, eller de fattiga Klara-systrarna.
Klarissornas löften är lydnad, fattigdom, kyskhet, och, specifikt för denna orden, avskildhet. Mendikantsystrarna ägnar sitt liv åt bön, lovsånger och kontemplation över Skriften; såsom Kristi brudar har de lovat att älska Gud över allt annat. För klarissorna är tystnaden mycket viktig så att de ska kunna höra Guds röst.
År 1289 till 1527 fanns ett klarisskonvent i Stockholm, Sankta Klara kloster, där Magnus Ladulås dotter prinsessan Rikissa var abbedissa. Det var på samma plats som Johan III senare lät bygga Sankta Klara kyrka.
År 1538 delades klarissorna i två grenar, då Maria Lorenza Longo bildade Kapucinklarissorna, en kvinnlig gren av kapucinorden. 